# Skinnskatteberg
Skinnskatteberg est une localité de la commune de Skinnskatteberg, dont elle est le chef-lieu, dans le comté de Västmanland en Suède.
Sa population était de 2 283 habitants en 2019.
On y trouve le siège social de la société Systemair.